# Enzo Millot
Enzo Camille Alain Millot (ur. 17 lipca 2002 w Lucé) – francuski piłkarz występujący na pozycji pomocnika. Wychowanek Etoile de Brou. Młodzieżowy reprezentant Francji.